# Con el viento solano
Con el viento solano es una película dramática española dirigida por Mario Camus, que se presentó en el Festival de Cannes de 1966 y estuvo nominada a la Palma de Oro.

## Argumento
Sebastián (Antonio Gades) es un gitano de 28 años, cuya vida cambia radicalmente cuando mata a un hombre. A partir de ese momento empieza una huida en la que debe enfrentarse tanto con sus perseguidores como con sus sentimientos de soledad y culpa. La película es un relato seco y conciso del tormento psicológico por el que atraviesa un hombre en conflicto consigo mismo. Imperio Argentina interpreta un pequeño papel como madre del protagonista.
El film está basado en la novela homónima de Ignacio Aldecoa, publicada en 1956 dentro de la trilogía La España inmóvil.

## Reparto
- Antonio Gades como Sebastián.
- Vicente Escudero como Montoya.
- María José Alfonso como Lupe.
- Manuel Arbó como el Pesqui.
- Francisco Arenzana como el sargento.
- Imperio Argentina como la madre.
- Mari Paz Ballesteros como la hermana de Sebastián.
- Chiro Bermejo como el barbero.
- José Caride como Larios.
- Antonio Ferrandis como el tío Manuel.
- Rufino Inglés como el alcalde.
- Juan Lizárraga como un cliente de la taberna.
- Ángel Lombarte como el tabernero Maño.
- Luis Marín como el barman Manolo.
- José Manuel Martín como Zafra.
- Felipe Martín Puertas como un cliente de la taberna.
- Miguel Palenzuela como Marquise.
- Erasmo Pascual como Cabeda.
- María Luisa Ponte como Carola.
- Fernando Sánchez Polack como Francisco Vázquez.
- José Sepúlveda como Don Baldomero.
- Lluís Torner como el Largo.

## Premios
21.ª edición de las Medallas del Círculo de Escritores Cinematográficos
| Categoría        | Candidato          | Resultado |
| ---------------- | ------------------ | --------- |
| Mejor fotografía | Juan Julio Baena   | Ganador   |
| Mejor música     | Antonio Pérez Olea | Ganador   |